# Boog van Nero
De Boog van Nero (Latijn:Arcus Neronis) was een antieke triomfboog in het Oude Rome.
De boog was tussen 58 en 62 opgericht, ter ere van de Parthische overwinningen van Corbulo, een belangrijke generaal onder keizer Nero. De boog stond inter duos lucos op de Capitolijn, ofwel tussen de twee heuveltoppen.
Op munten uit de tijd van Nero staat de boog afgebeeld met een enkele doorgang, bovenop staat een quadriga met enkele bronzen figuren. De boog is waarschijnlijk direct na Nero's dood afgebroken, want er zijn geen latere vermeldingen meer van bekend in de antieke bronnen.

## Referentie
- S.B. Platner, A topographical dictionary of ancient Rome, London 1929. Art.  Arcus